# 桃園市立富岡國民中學
桃園市立富岡國民中學（英文：Fu Gung Junior High School），簡稱富岡國中、富中，位於台灣桃園市楊梅區富岡地區。

## 歷史沿革
- 1966年：桃園縣立楊梅中學富岡分部成立。
- 1968年：實施九年國民義務教育，奉准獨立為桃園縣立富岡國民中學。
- 2014年：因應桃園縣升格改制為直轄市，12月15日更名為桃園市立富岡國民中學。

## 歷任校長
| 任期 | 姓名       | 任職日期   | 離職日期   | 備註                                                           |
| ---- | ---------- | ---------- | ---------- | -------------------------------------------------------------- |
| 1    | 張勝煌先生 | 1966年8月  | 1975年7月  | 調任桃園縣立中壢國民中學。                                     |
| 2    | 周耀津先生 | 1975年8月  | 1983年7月  | 原桃園縣立新坡國民中學校長轉任，調任桃園縣立平鎮國民中學。     |
| 3    | 鄭國棟先生 | 1983年8月  | 1989年12月 | 原桃園縣立新屋國民中學校長轉任，任滿退休。                     |
| 4    | 莊波生先生 | 1990年2月  | 1992年7月  | 原苗栗縣立獅潭國民中學校長轉任，調任桃園縣立凌雲國民中學。     |
| 5    | 詹智源先生 | 1992年9月  | 1993年11月 | 原苗栗縣立烏眉國民中學校長轉任，調任桃園縣立大崙國民中學。     |
| 6    | 洪正雄先生 | 1993年11月 | 1995年8月  | 原基隆市立德和國民小學校長轉任，調任桃園縣立南崁國民中學。     |
| 7    | 陳國維先生 | 1995年8月  | 1997年7月  | 原桃園縣教育局學務管理課長轉任，調任桃園縣立平南國民中學。     |
| 8    | 王輝榮先生 | 1997年8月  | 1999年7月  | 原桃園縣教育局督學轉任，調任桃園縣立光明國民中學。             |
| 9    | 許文光先生 | 1999年8月  | 2002年7月  | 原桃園縣立新坡國民中學總務主任升任，調任桃園縣立平南國民中學。 |
| 10   | 張賜光先生 | 2002年8月  | 2005年7月  | 原桃園縣教育局督學轉任，調任桃園縣立龍潭國民中學。             |
| 11   | 莊光明先生 | 2005年8月  | 2010年7月  | 原教務主任升任，調任桃園縣立瑞坪國民中學。                     |
| 代理 | 曹榕浚女士 | 2010年8月  | 2011年7月  | 桃園縣教育局督學代理。                                         |
| 12   | 柯斯媛女士 | 2011年8月  | 2017年7月  | 原桃園縣立中興國民中學總務主任升任，調任桃園市立觀音國民中學。 |
| 13   | 陳思嘉女士 | 2017年8月  | 2023年7月  | 原桃園市立東安國民中學校長轉任，任內退休。                     |
| 14   | 楊沛縈女士 | 2023年8月  | 現任       | 原桃園市政府教育局國中教育科英語資優中心主任升任。             |

## 學區
- 楊梅區：富岡里，豐野里，富豐里，員本里（第3、5－14、17－19鄰），上湖里（第5－8、9－11、12－16、17－18、19－21、23鄰）、上湖里（第9－11、17－18鄰）【為楊梅國中、富岡國中共同學區】、三湖里（第7－10鄰）【為楊梅國中、富岡國中共同學區】[1]。
- 新屋區：望間里（第1－5、10、13鄰）【為富岡國中、大坡國中、新屋國中共同學區】、社子里（第4－6、7－10鄰）【為富岡國中、大坡國中、新屋國中共同學區】。

## 外部連結
- 桃園市立富岡國民中學 （页面存档备份，存于）